# Le Ham (Mayenne)
Le Ham is een gemeente in het Franse departement Mayenne (regio Pays de la Loire) en telt 422 inwoners (1999). De plaats maakt deel uit van het arrondissement Mayenne.

## Geografie
De oppervlakte van Le Ham bedraagt 24,8 km², de bevolkingsdichtheid is 17,0 inwoners per km².

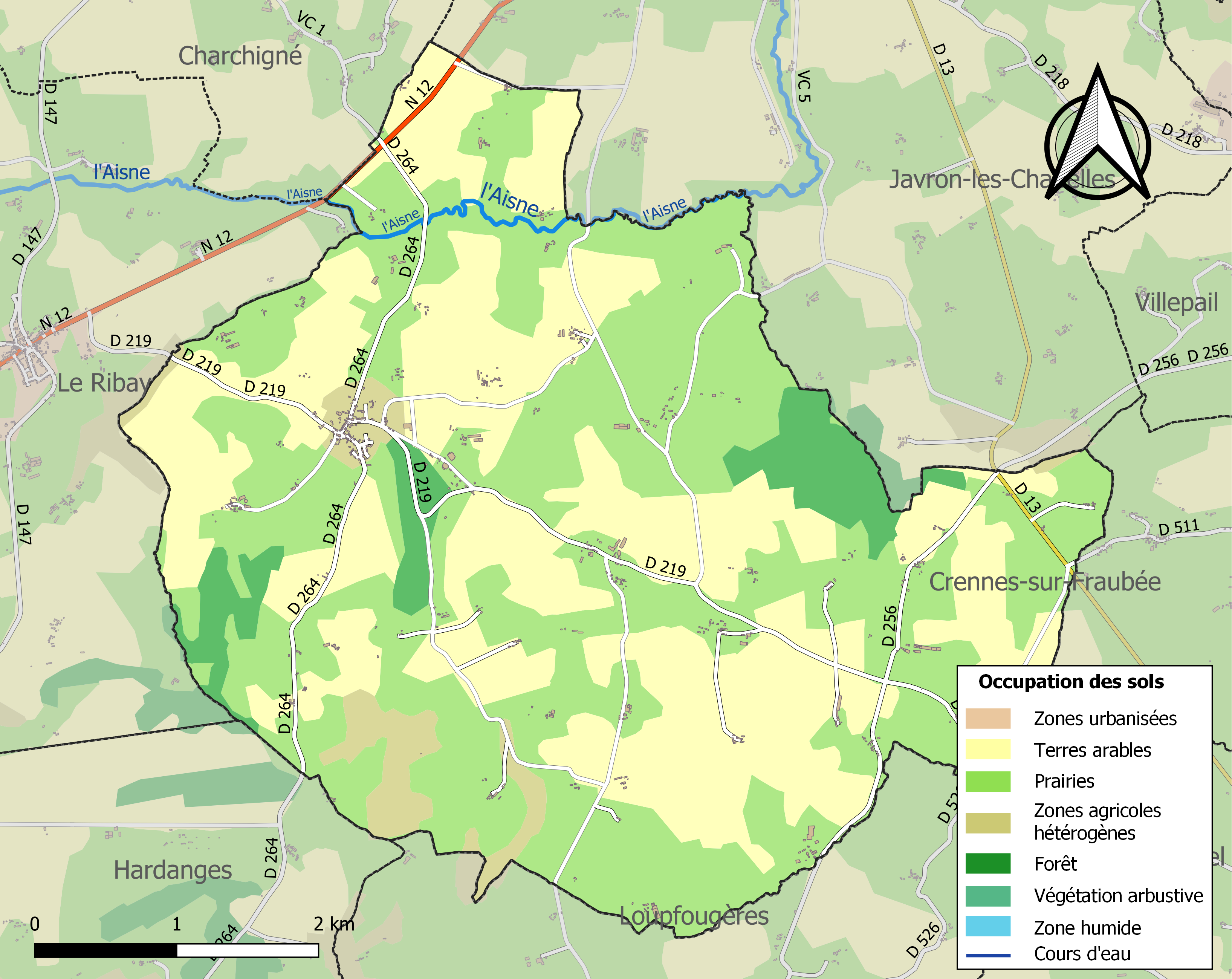
Kaart van de gemeente met de belangrijkste infrastructuur, bodemgebruik en omliggende gemeenten

## Demografie
Onderstaande figuur toont het verloop van het inwonertal (bron: INSEE-tellingen).

1. ↑  Populations de référence 2022.